# Heart*Iz
Heart*Iz – drugi minialbum koreańsko-japońskiej grupy Iz*One, wydany 1 kwietnia 2019 roku przez wytwórnię Off the Record Entertainment. Płytę promował singel „Violeta”.

## Lista utworów
| CD | CD                                                    | CD                                               | CD                                    | CD                 | CD      |
| Nr | Tytuł utworu                                          | Tekst                                            | Kompozycja                            | Aranżacja          | Długość |
| -- | ----------------------------------------------------- | ------------------------------------------------ | ------------------------------------- | ------------------ | ------- |
| 1. | „해바라기” (ang. Hey. Bae. Like It)                   | Tenzo, Kebee, EB                                 | Tenzo, MUNA                           | MUNA               | 3:32    |
| 2. | „Violeta” (kor. 비올레타)                             | Choi Hyun-joon, Kim Seung-soo                    | Choi Hyun-joon, Kim Seung-soo         | Park Seul-gi       | 3:20    |
| 3. | „Highlight”                                           | Lee Tae-hoon                                     | Lee Tae-hoon, Sam Carter, RAMI NU, bK | Lee Tae-hoon       | 3:28    |
| 4. | „Really Like You”                                     | YOSKE, Kim Min-ju, Hitomi Honda, Alive Knoh      | EastWest (1by1), YOSKE                | EastWest (1by1)    | 3:10    |
| 5. | „Airplane”                                            | Lee Dae-hwi, So Jay, Jo Yoon-kyung, Jang Yeo-jin | Lee Dae-hwi, 리시, Simpson            | 리시, Simpson      | 3:03    |
| 6. | „하늘 위로” (ang. Up)                                 | KZ                                               | KZ, Nthonius                          | KZ, Nthonius       | 3:12    |
| 7. | „고양이가 되고 싶어” (Neko ni Naritai Korean version) | Yasushi Akimoto, Kim Min-ju                      | Shintaro Fujiwara                     | Shintaro Fujiwara  | 4:16    |
| 8. | „기분 좋은 안녕” (Gokigen Sayonara Korean version)    | Yasushi Akimoto, Lee Chae-yeon                   | Toshihiko Watanabe                    | Toshihiko Watanabe | 4:20    |

## Notowania
| Lista                                 | Pozycja |
| ------------------------------------- | ------- |
| South Korean Albums (Circle)          | 1       |
| Japanese Albums (Oricon)              | 4       |
| Japanese Hot Albums (Billboard Japan) | 5       |
| US World Albums (Billboard)           | 6       |

## Nagrody w programach muzycznych
| Program               | Data             | Źródło |
| --------------------- | ---------------- | ------ |
| M Countdown (Mnet)    | 11 kwietnia 2019 | [ 6 ]  |
| M Countdown (Mnet)    | 18 kwietnia 2019 |        |
| The Show (SBS MTV)    | 9 kwietnia 2019  | [ 7 ]  |
| The Show (SBS MTV)    | 16 kwietnia 2019 | [ 8 ]  |
| Show Champion (MBC M) | 10 kwietnia 2019 | [ 9 ]  |
| Show Champion (MBC M) | 17 kwietnia 2019 | [ 10 ] |
| Music Bank (KBS2)     | 12 kwietnia 2019 | [ 11 ] |

## Sprzedaż
| Kraj             | Sprzedaż |
| ---------------- | -------- |
| Korea Południowa | 286 046+ |